# Jon Cortaberría
Jon Cortaberría Eguiluz (San Sebastián, Guipúzcoa, 20 de mayo de 1982) es un exjugador español de baloncesto. Jugaba de alero.
Formado en el antiguo Centro de Formación  siglo XXI del País Vasco, Cortaberría ingresó en la cantera del Unicaja y ha desarrollado casi toda su trayectoria profesional en la Liga LEB.
Ha sido internacional con España en categoría junior y Sub-20. De hecho tuvo un papel muy relevante en la medalla de plata lograda por nuestra selección en el Europeo Sub-20 de 2002 en Lituania.

## Características Técnicas
Jon Cortaberría es un alero con capacidad de hacer muchas cosas de manera sencilla y sin complicarse la vida. Gran capacidad para hacer varias tareas sacrificándose para el equipo. Tiene velocidad, es explosivo y físicamente más duro de lo que parece. Como muchos otros jugadores formados en el siglo XXI, tiene unos grandes fundamentos técnicos: manejo del balón, dribling, capacidad de pase y además, corre bien la cancha a pesar de su altura. Tiene buena mano para el lanzamiento exterior y también es buen defensor, tanto marcando a jugadores más pequeños y rápidos, como a más altos y fuertes.

## Clubes
- Centro de Formación siglo XXI - País Vasco.
- 2000-2001 EBA Unicaja
- 2001-2002 EBA Unicaja y ACB Unicaja Málaga.
- 2002-2003 Gijón Baloncesto (LEB ORO)
- 2003-2005 CB Ciudad de Huelva (LEB ORO)
- 2005-2006 UB La Palma (LEB ORO)
- 2006-2007 CB Tenerife (LEB ORO)
- 2007-2008 CB Axarquía (LEB ORO)
- 2009   Unicaja Málaga (ACB)
- 2009-2013  MadCroc Fuenlabrada Liga Endesa
- 2013-2014   San Sebastián Gipuzkoa Basket Club (ACB)
- 2014-   Club Deportivo Maristas Palencia (LEB)

## Palmarés
- Internacional con España en todas las categorías inferiores
- Subcampeón de la Liga ACB con el Unicaja en la temporada 2001-02
- Medalla de Plata en el Campeonato de Europa U-20 de Lituania 2002